# Jesús Rodríguez González
Jesús Rodríguez González (1939 - 1995) es un jugador de ajedrez cubano.
En su honor se celebra en Cuba todos el Torneo memorial Jesús Rodríguez González.

## Palmarés y participaciones destacadas
Fue tres veces Campeonato de Cuba de ajedrez, en 1969, 1971 y 1972.
Participó representando a Cuba en cuatro Olimpíadas de ajedrez en 1960, 1964, 1966 y 1968.
Resultó subcampeón Panamericano en 1966.

## Carrera como entrenador y escritor
Fue entrenador del Instituto Superior Latinoamericano de Ajedrez, ISLA, y teórico y escritor de ajedrez, entre otros la revista Jaque Mate.